# Örbyhus station

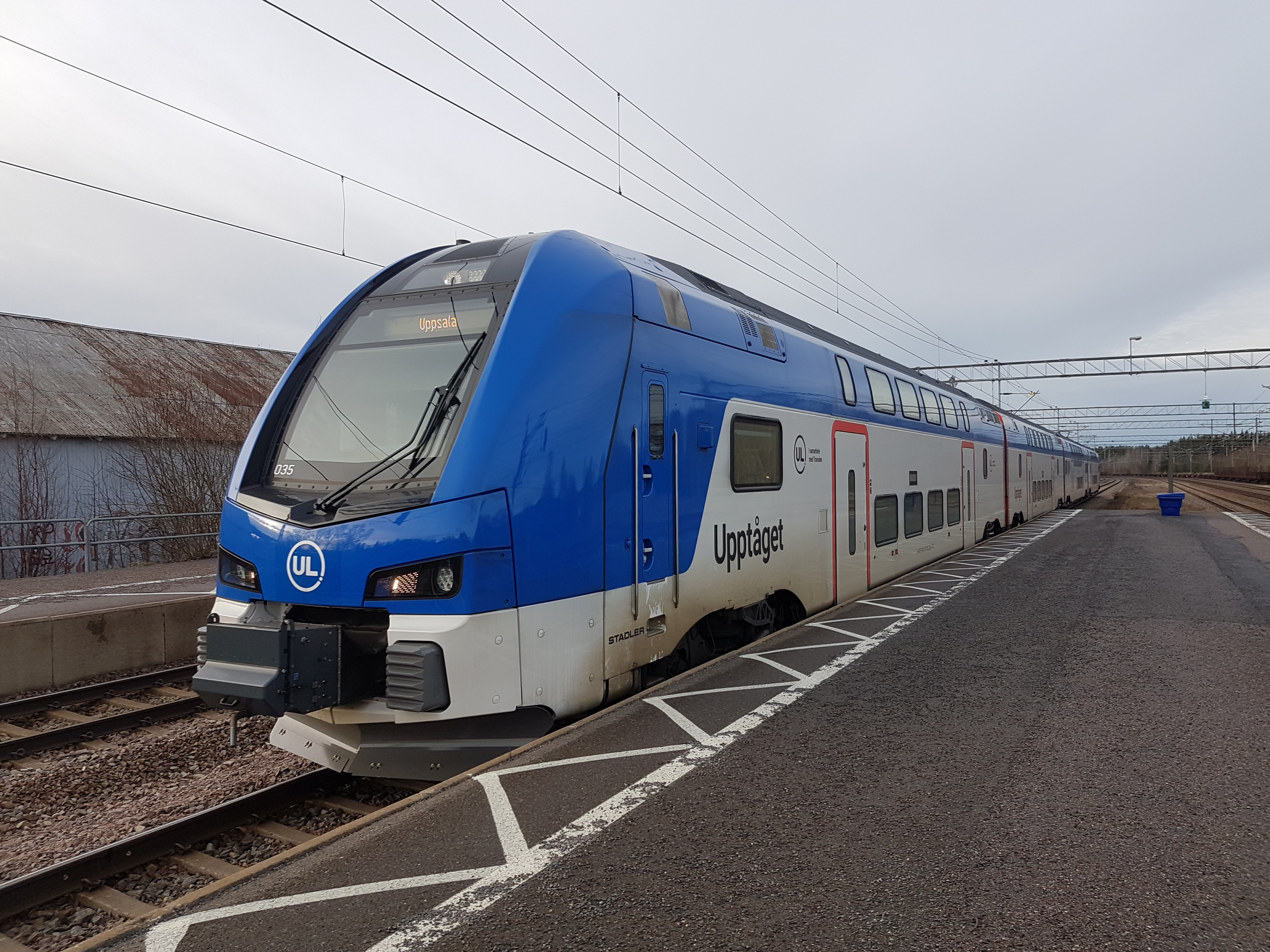
Upptåget på Örbyhus nya station.

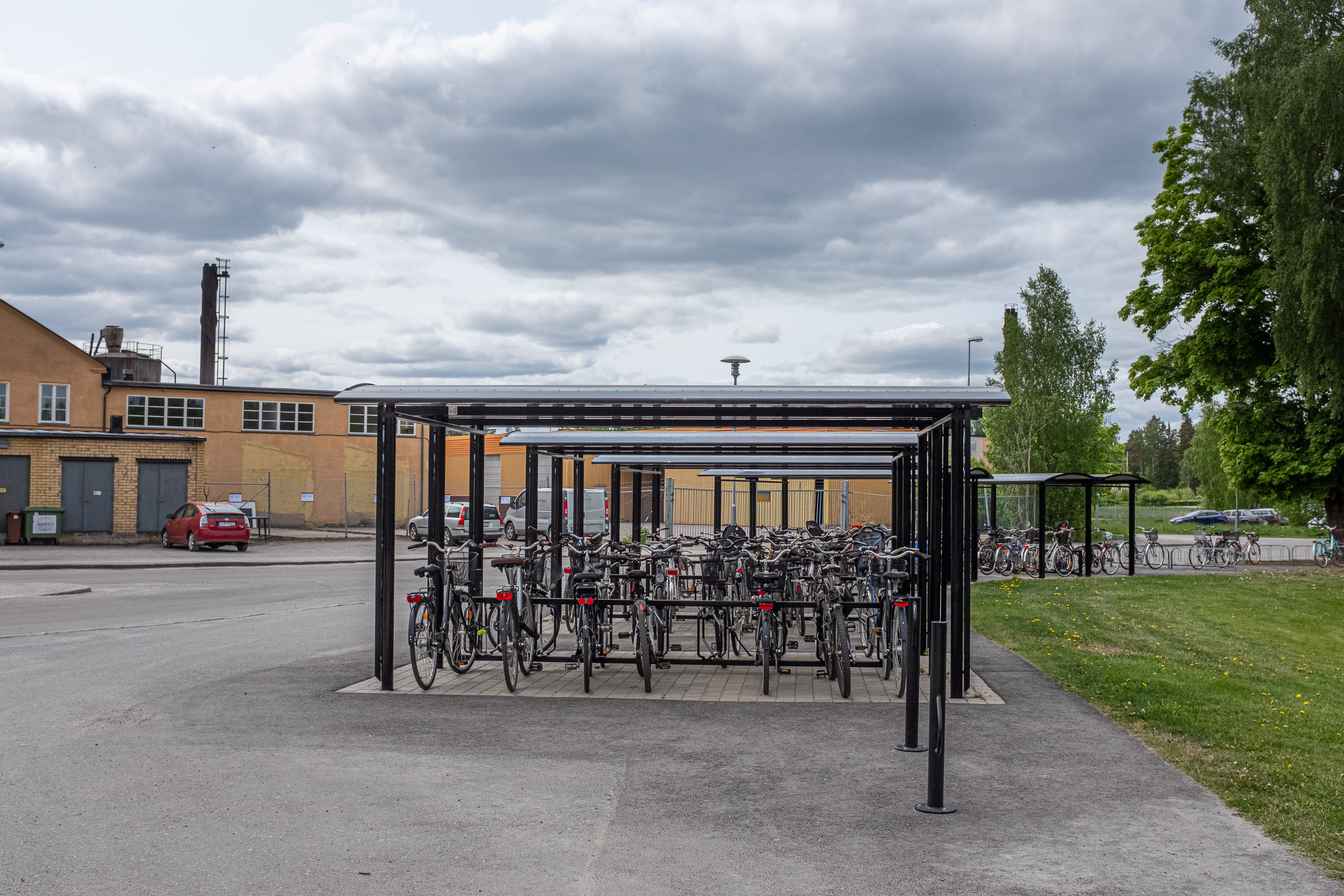
Cykelställ vid norra nedgången till stationen

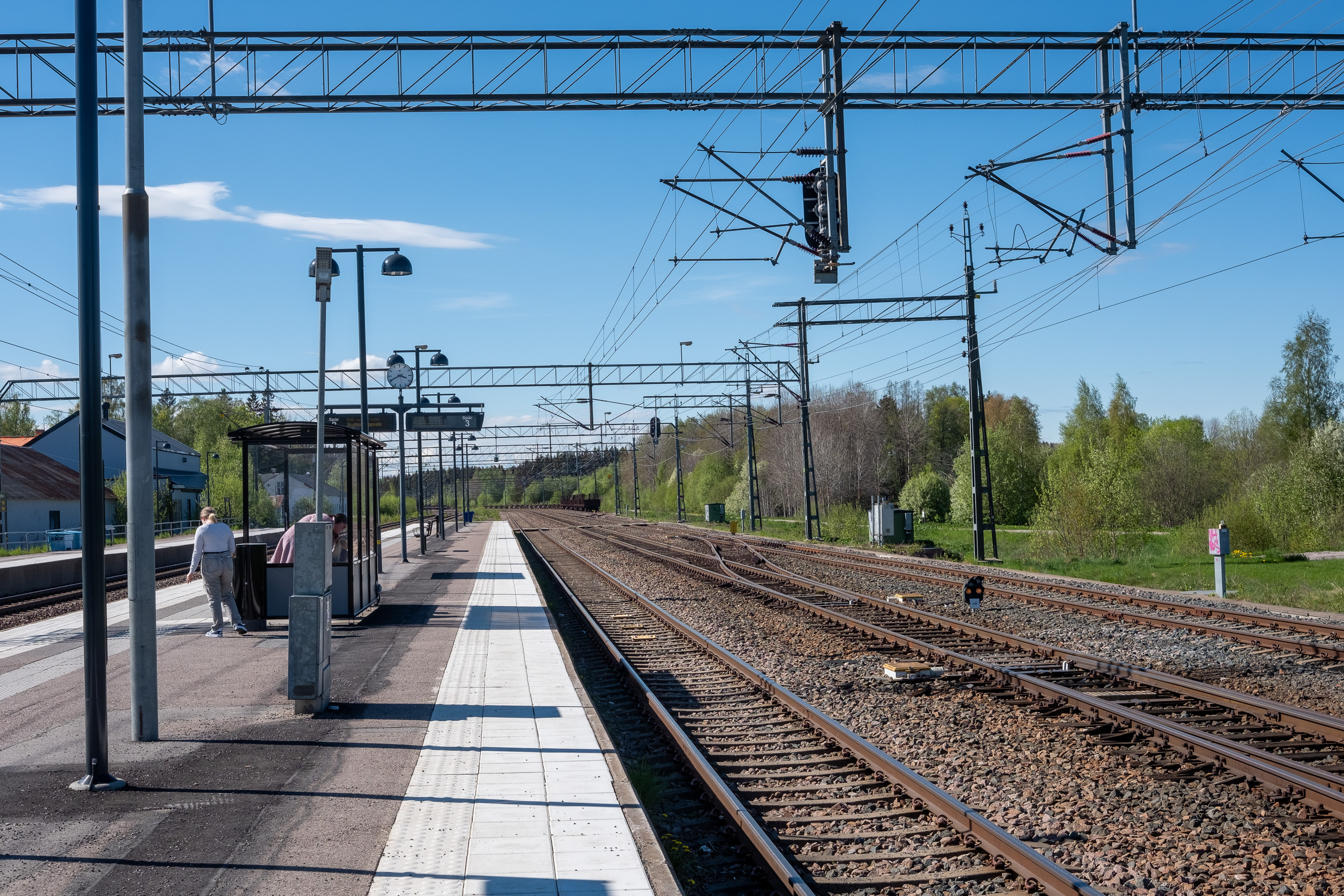
Örbyhus station mot NV (mot Gävle).

Örbyhus station är en järnvägsstation i Örbyhus.

## Historia

### 1874–1940
Järnvägsmiljön i Örbyhus är gammal. Stationen öppnades år 1874 när privatbanan Uppsala – Gävle Järnväg (UGJ) anlagts, med en station i Örbyhus tack vare Baltzar von Platens inflytande som vid den tiden var greve på Örbyhus gods. Samma år byggdes ett stationshus med en särskild väntsal för greven och hans familj.
År 1879 blev Örbyhus tingsort, med en tinghusbyggnad som uppfördes i närheten av stationen, på den s.k. Tingshusbacken (tidigare Ängsbacken). Anledningen till att tinget förlades till Örbyhus kan bland annat ha berott på järnvägen.
Stationsområdet blev under slutet av 1800-talet ett nav för affärsverksamheter i samhället. Bland annat var postkontoret vid denna tid beläget vid järnvägsstationen. Nära plankorsningen över järnvägen startades diversehandel och bageri.
År 1933 förstatligades Ostkustbanan och den elektrifierades 1937.

### 1940–1990
Persontrafiken på stationen upprätthölls till 1960-talets mitt, men hade då varit nedåtgående under en lång följd av år. Örbyhus var vid den tiden en avfolkningsort som drabbades av industrinedläggningar. Detta innebar att det lokala underlaget för person- och godstrafik efterhand minskade. Örbyhus hade och har dock även fortsättningsvis en funktion som mötesbangård, bland annat eftersom industrispåret från Ostkustbanan vidare mot Hargshamn (Hargshamnsbanan) går här.
Ett nytt stationshus uppfördes på 1950-talet, som revs under 1990-talet. Fjärrtågen fortsatte att stanna fram till 60-talet. En viss godshantering fortsatte därefter samt växlingsarbete p.g.a. industrispår mot Hargshamn.

### 1991–
År 1991 återuppstod Örbyhus station som en del i satsningen på Upptågstrafiken, och persontrafiken har ökat sedan dess. Den nya regionaltågsstationen (invigd 1991) utgörs av två kraftigt dimensionerade betongplattformar och en förbindelse under spåren och uppgång till den nya mittplattformen. Anläggningen överlagrar den gamla stationsplatsen.
Mälartåg (fram till juni 2022 Upptåget) trafikerar sträckan med tåg i vardera riktning (norr mot Tierp och Gävle, och söder mot Uppsala) varje halvtimme.

## externa länkar
- Wikimedia Commons har media som rör Örbyhus station.